# Regering-Theunis I
De regering-Theunis I (16 december 1921 - 29 juni 1923) was een Belgische regering. Het was een coalitie tussen de Katholieke Partij (80 zetels) en de Liberale Partij (33 zetels). De regering volgde de regering-Carton de Wiart op en werd opgevolgd door de regering-Theunis II. Het was deze coalitie dat een einde betekende van de heilige unie tussen de katholieken, socialisten en liberalen sinds het einde van de Eerste Wereldoorlog. 

## Verloop
Na de grondwetsherziening van 1921 waren de socialisten van de Belgische Werkliedenpartij numeriek niet meer nodig in de regering. Nog voor de verkiezingen van 20 november 1921 werd door Max-Léo Gérard, secretaris van koning Albert I, een regeerprogramma opgesteld, met voorop de sanering van de overheidsfinanciën. Georges Theunis, afkomstig uit de zakenwereld en onder de vorige regeringen delegatieleider bij de Commissie voor Herstelbetalingen, en vervolgens minister van Financiën, werd op 5 december aangesteld als formateur en presenteerde zijn nieuwe regering op 16 december.

### Maatregelen
- Sociaal-economisch voerde de regering een conservatief beleid. Ze beperkte de uitgaven aan werkloosheidsuitkeringen. De regering wilde aanvankelijk de strikte achturige werkdag versoepelen, maar stuitte op tegenstand van de vakbonden. De stijging van de levensduurte werd echter niet aangepakt.
- In januari 1923 nam het Belgisch leger, samen met Frankrijk, deel aan de Ruhrbezetting aangezien de kwestie van de geëiste oorlogsherstelbetalingen door Duitsland op een dood spoor zat. Dit bezorgde België een slecht internationaal imago, maar verdeelde ook de Belgische publieke opinie, aangezien de bezetting leidde tot een impopulaire verlenging van de militaire dienstplicht. De militaire bezetting leidde tot sterke speculatie op de Belgische frank, met een jaarlijkse inflatie van 20% tot gevolg.
- De regering had ook plannen om de dienstplicht uit te breiden.
- Een belangrijk dossier uit het minimumprogramma van de Vlaamse beweging, de vernederlandsing van de Gentse universiteit, moest nog worden aangepakt. Hiervoor trok de premier ministers uit de academische wereld aan als expert ter zake: eerst Eugène Hubert, vervolgens Léon Leclère, en ten slotte Pierre Nolf.

Op 15 juni 1923 dienden de ministers van de regering-Theunis I hun ontslag in. De Katholieke Vlaamse Kamergroep onder leiding van Frans Van Cauwelaert weigerde de uitbreiding van de dienstplicht van tien naar veertien maanden goed te keuren als het leger niet werd ingedeeld in eentalige eenheden en de vernederlandsing van de Universiteit van Gent niet werd doorgevoerd. Korte tijd later werd er echter een compromis bedisseld, waarbij de dienstplicht naar twaalf maanden werd gebracht. Er werden evenwel geen eentalige eenheden ingevoerd en het compromis over de Universiteit van Gent kon van flamingante kant niet op bijval rekenen en werd schamper de Nolf-barak genoemd. Vervolgens weigerde koning Albert I het ontslag van de regering, waarna ze een doorstart maakte als de regering-Theunis II.

## Samenstelling
De regering-Theunis I telde elf ministers: zes voor de Katholieke Unie en vijf voor de Liberale Partij.
| Ambtsbekleder            | Ambtsbekleder                   | Ambtsbekleder                   | Functie                                                 | Termijn                            | Partij                        |
| ------------------------ | ------------------------------- | ------------------------------- | ------------------------------------------------------- | ---------------------------------- | ----------------------------- |
|                          |                                 | Georges Theunis (1873-1966)     | Eerste Minister                                         | 16 december 1921 - 29 juni 1923    | extraparlementair (katholiek) |
| Minister Financiën       | 16 december 1921 - 29 juni 1923 | Georges Theunis (1873-1966)     |                                                         |                                    | extraparlementair (katholiek) |
|                          |                                 | Fulgence Masson (1854-1942)     | Minister Justitie                                       | 16 december 1921 - 29 juni 1923    | Liberale Partij               |
|                          |                                 | Henri Jaspar (1870-1939)        | Minister Buitenlandse Zaken                             | 16 december 1921 - 29 juni 1923    | Katholieke Partij             |
|                          |                                 | Paul Berryer (1868-1936)        | Minister Binnenlandse Zaken en Volksgezondheid          | 16 december 1921 - 29 juni 1923    | Katholieke Unie               |
|                          |                                 | Eugène Hubert (1853-1931)       | Minister Wetenschappen en Kunsten                       | 16 december 1921 - 16 oktober 1922 | extraparlementair (liberaal)  |
|                          |                                 | Léon Leclère (1866-1944)        | Minister Wetenschappen en Kunsten                       | 16 oktober 1922 - 8 november 1922  | extraparlementair (liberaal)  |
|                          |                                 | Pierre Nolf (1873-1953)         | Minister Wetenschappen en Kunsten                       | 8 november 1922 - 29 juni 1923     | extraparlementair (liberaal)  |
|                          |                                 | Albéric Ruzette (1866-1929)     | Minister Landbouw                                       | 16 december 1921 - 29 juni 1923    | Katholieke Unie               |
| Minister Openbare Werken | 16 december 1921 - 29 juni 1923 | Albéric Ruzette (1866-1929)     |                                                         |                                    | Katholieke Unie               |
|                          |                                 | Romain Moyersoen (1870-1967)    | Minister Nijverheid en Arbeid                           | 16 december 1921 - 29 juni 1923    | Katholieke Unie               |
|                          |                                 | Xavier Neujean (1865-1940)      | Minister Spoorwegen, Zeewezen, Posterijen en Telegrafen | 16 december 1921 - 29 juni 1923    | Liberale Partij               |
|                          |                                 | Albert Devèze (1881-1959)       | Minister Landsverdediging                               | 16 december 1921 - 29 juni 1923    | Liberale Partij               |
|                          |                                 | Louis Franck (1868-1937)        | Minister Koloniën                                       | 16 december 1921 - 29 juni 1923    | Liberale Partij               |
|                          |                                 | Aloys Van de Vyvere (1871-1961) | Minister Economische Zaken                              | 16 december 1921 - 29 juni 1923    | Katholieke Unie               |

### Herschikkingen
- Op 16 oktober 1922 neemt Eugène Hubert (liberaal) ontslag als minister van Kunsten en Wetenschappen en wordt opgevolgd door Léon Leclère.
- Op 8 november 1922 neemt Léon Leclère ontslag als minister van Kunsten en Wetenschappen en wordt opgevolgd door Pierre Nolf.